# Ungaliophis continentalis
La boa enana chiapaneca (Ungaliophis continentalis) es una especie de serpiente no venenosa que pertenece a la familia Boidae. Es nativo del sur de México, Guatemala, Honduras y Nicaragua.

## Descripción
Es una serpiente pequeña a mediana con un patrón de manchas paravertebrales ovales oscuras delineadas con blanco; parte superior de la cabeza con grandes y simétricas placas, incluyendo una escama prefrontal mediana entera; relativamente angostas escamas ventrales; espolones en forma de espina pequeños en cada lado de la cloaca (visible solo en machos); 25 hileras de escamas dorsales a la mitad del dorso; escamas subcaudales enteras.

## Distribución
Sur de México hasta el norte de Nicaragua. En México, U. continentalis es conocida de pocas localidades en la parte sur de la Sierra Madre de Chiapas (cerca de la frontera con Guatemala) y en la Meseta Central de Chiapas (cerca de la frontera con Guatemala y sureste de San Cristóbal de las Casas). La distribución vertical va de cerca de 100 a 2,300 m s. n. m.

## Hábitat
Ocurre en bosque tropical lluvioso, bosque de niebla y bosque de pino-encino. Esta serpiente secretiva parece ser mayoritariamente arborícola y crepuscular o nocturna. Se descubrió un espécimen en la noche sobre un árbol cubierto por Tillandsia, otro individuo que fue colectado en Honduras de una Bromelia en bosque de pino. En la Meseta Central de Chiapas, se encontraron individuos bajo losas de rocas en bosque de pino-encino. La dieta consiste de lagartijas, ranas y pequeños mamíferos.